# 池田市民文化会館
1. 各ホール内観（ステージ側）
2. 各ホール内観（客席側） 等

池田市民文化会館（いけだしみんぶんかかいかん、Ikeda City Community Hall）は、大阪府池田市にあるホール・劇場。通称、アゼリアホール。

## 概要
池田市民文化会館は、大ホール・小ホール・その他から成る大阪府池田市にある文化施設である。

## 歴史
- 1975年3月にオープン[2]。

## 施設
- 大ホール：1072席 - 通称アゼリアホール
- 小ホール：245席
- コンベンションルーム
- イベントスペース
- 会議室
- スタジオ
- 録音室
- レコーディングスタジオ
- レストラン

ピアノはホールの大きさや音色を考慮して数台設置されている。内訳はスタインウェイ・アンド・サンズ、ベーゼンドルファー・モデル290 1台、ヤマハ2台の合計4台。

## 交通アクセス
- 阪急宝塚線 石橋阪大前駅 - 徒歩7分
- 阪急バス 文化会館前バス停 - 下車後、すぐ(目の前)
- 無料駐車場70台分